# Bukovec (okres Frýdek-Místek)
Bukovec (polsky Bukowiec, německy Bukowetz) je pohraniční obec v okrese Frýdek-Místek v Moravskoslezském kraji, 18 km jihovýchodně od Třince. Na katastru obce o rozloze 1 705 ha se nachází nejvýchodněji položené místo v ČR, 49°33′2″ s. š., 18°51′33″ v. d.. Žije zde přibližně 1 400 obyvatel, z nichž se asi třetina hlásí k polské národnosti. V obci je také Hraniční přechod Bukovec-Jasnowice na Česko-polské státní hranici.

## Historie
Bukovec je nejstarší vesnicí beskydské části Těšínského Slezska, jejíž výsadní postavení (i když v kopiích) se dodnes zachovalo. Z jejich četby víme, že v roce 1353 těšinský kníže Kazimierz I daroval Petrovi jménem Gros a jeho potomkům Ulgarský les nad potokem Bukovec, pokrývající 60 frankovských lánů, aby založil obec na německém právu. Toto privilegium pak potvrdil roku 1563 kníže Wacław Adam a podruhé roku 1604 kníže Adam Wacław. Název obce pochází z názvu zmíněného potoka Bukowiec a poprvé se uvádí v roce 1523. Zajímavá je historie místního školství. Podle tradice byl prvním bukovským učitelem kovář Sikora, který učil děti psát a číst ve své kovárně. K psaní na plochých měkkých břidlicových dlaždicích děti používaly hřebíky. První škola provozovaná katolickou farností z Jablunkova pravděpodobně existovala již v roce 1792. Podle rakouského sčítání lidu v roce 1910 žilo v Bukowci 1043 lidí, z toho 1041 (99,8 %) byli Poláci a dva (0,2 %) byli Češi.

## Volby do zastupitelstva
| Datum voleb            | Zvolení zastupitelé | Starosta                  |
| ---------------------- | ------------------- | ------------------------- |
| 18. 11. – 19. 11. 1994 | Zvolení zastupitelé | Vilém Sikora              |
| 1998                   | Zvolení zastupitelé | Pavel Bojko, Vilém Sikora |
| 1. 11. – 2. 11. 2002   | Zvolení zastupitelé | Josef Ćmiel               |
| 20. 10. – 21. 10. 2006 | Zvolení zastupitelé | Petr Jalowiczor           |
| 15. 10. – 16. 10. 2010 | Zvolení zastupitelé | Monika Czepczorová        |
| 10. 10. – 11. 10. 2014 | Zvolení zastupitelé | Monika Czepczorová        |
| 5. 10. – 6. 10. 2018   | Zvolení zastupitelé | Monika Czepczorová        |

## Obyvatelstvo

Věková struktura obyvatel obce Bukovec roku 2011

## Pamětihodnosti
- Spolek pro vojenská pietní místa Zde
- Kostel Nanebevzetí Panny Marie
- venkovské usedlosti čp. 35, 62, 78 a 79
- Bukovecký hraničář – nejvyšší jilm v ČR (výška 38 metrů, obvod kmene 7,08 m), od roku 1972 chráněný[6]
- Nejvýchodnější bod Česka – vyznačené místo v lese východně od obce, ke kterému vede naučná stezka[7]
- Přírodní rezervace Bukovec – podhorské rašeliniště

## Fotogalerie

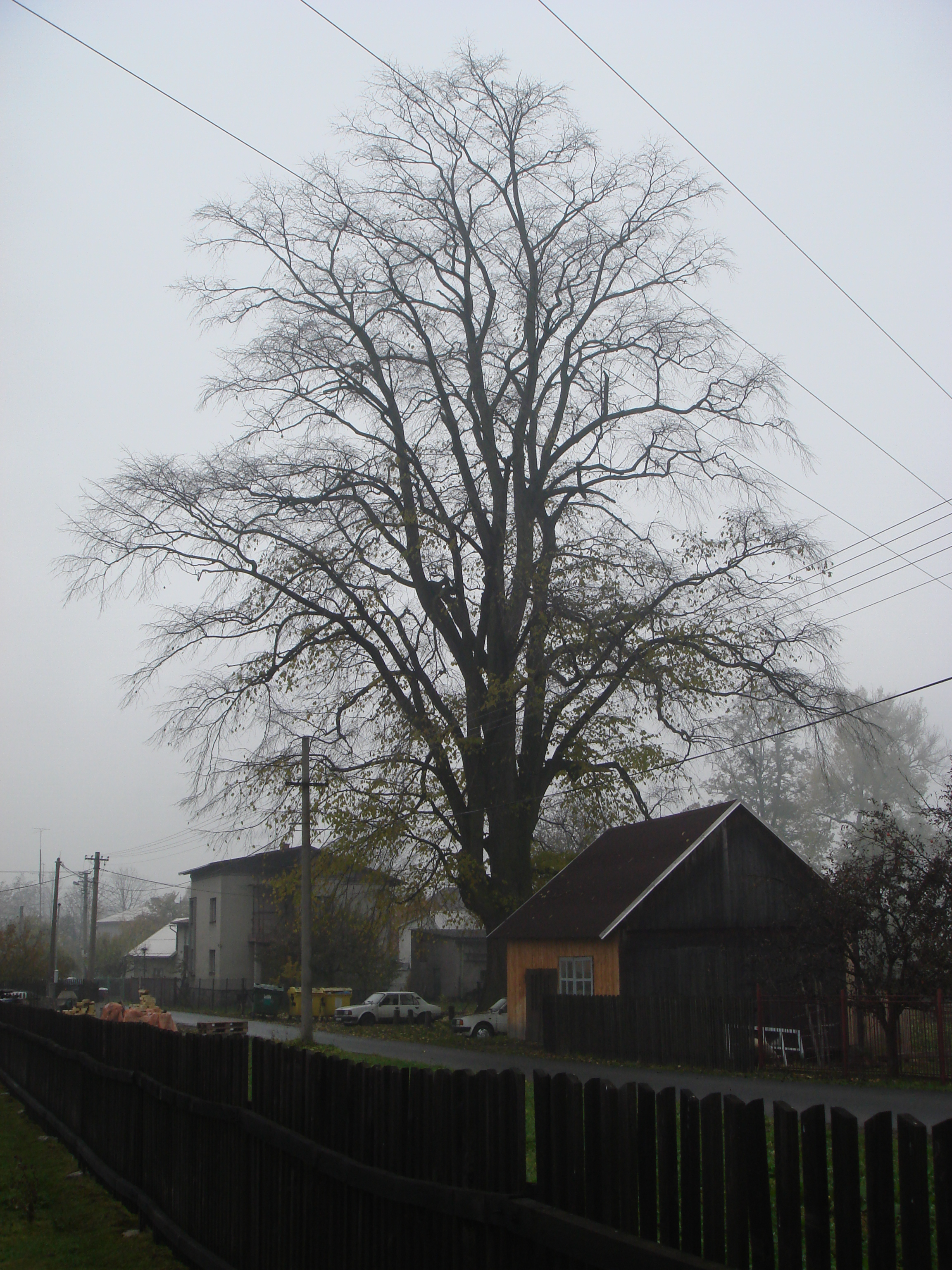
Jilm v Bukovci, největší a nejstarší v ČR
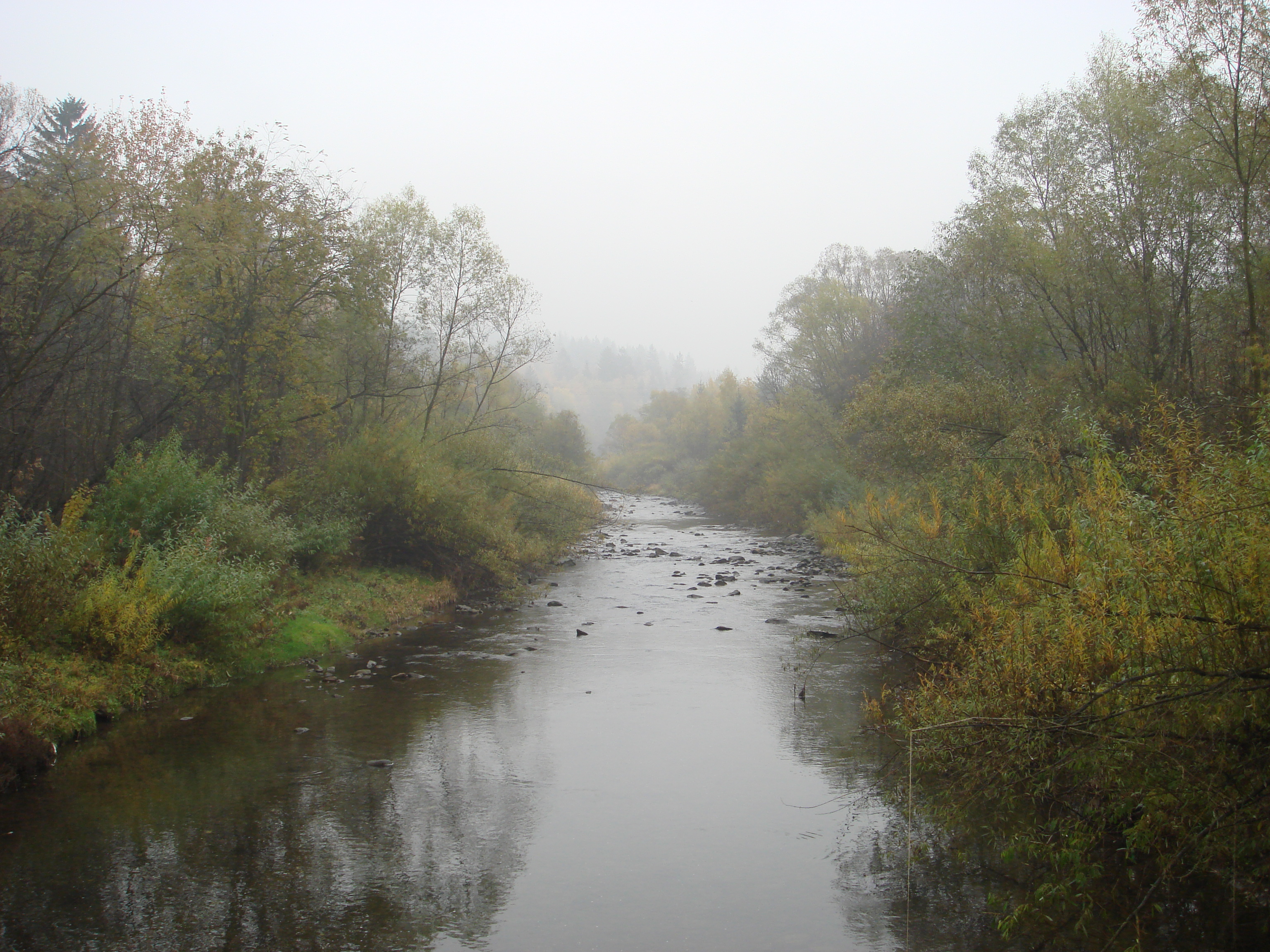
Řeka Olše v Bukovci
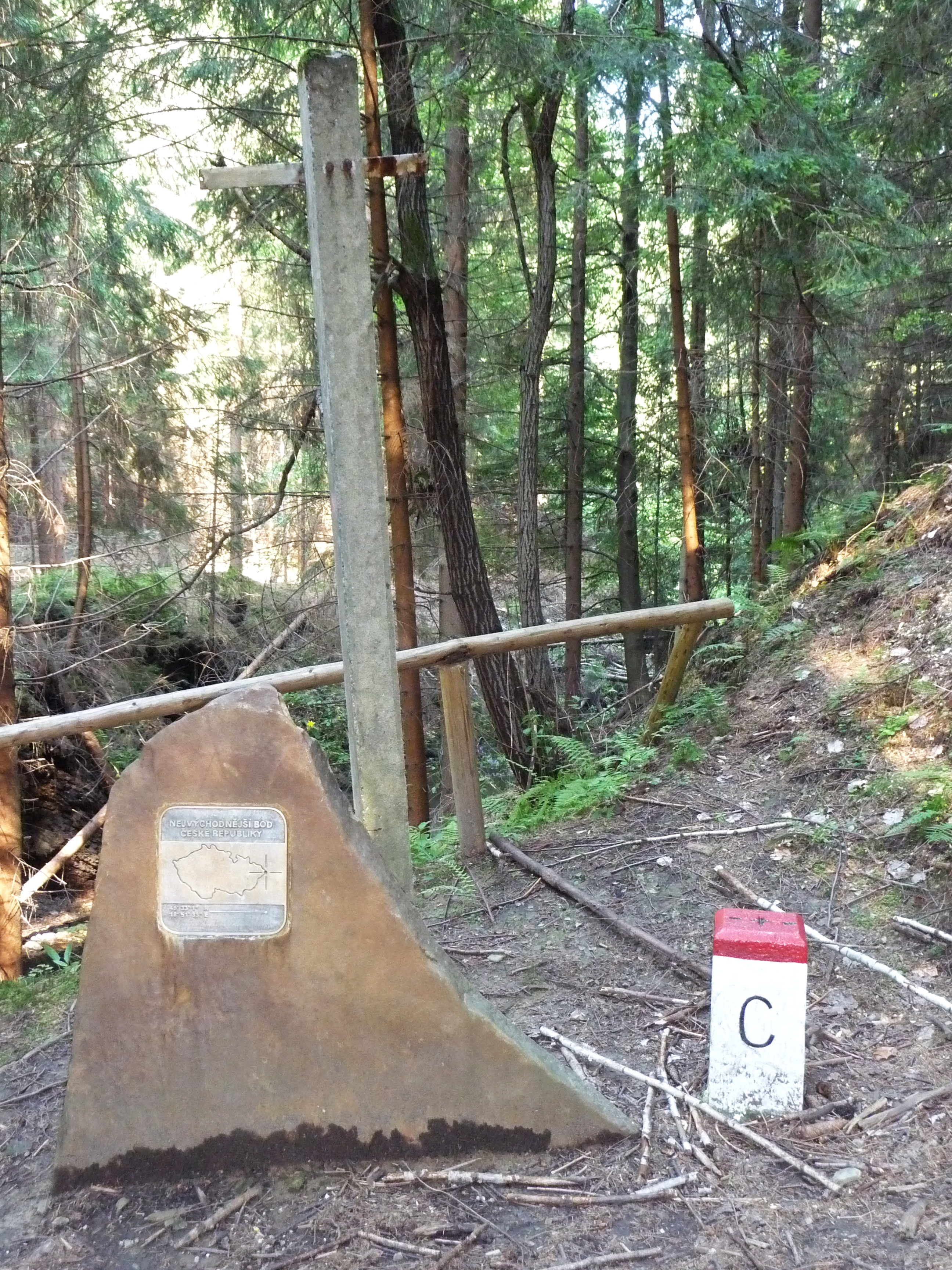
Nejvýchodnější bod Česka v katastru obce
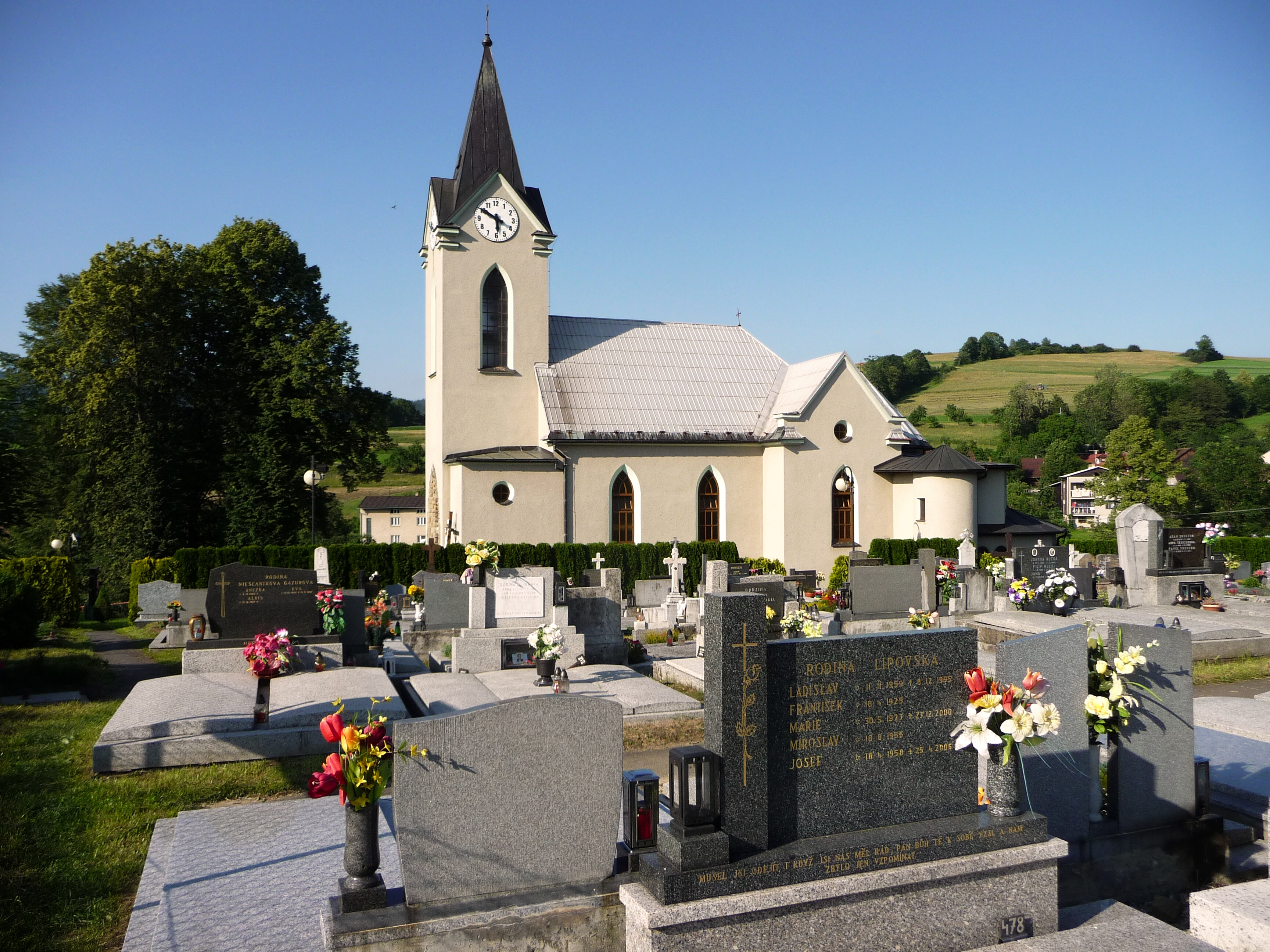
Kostel Nanebevzetí Panny Marie
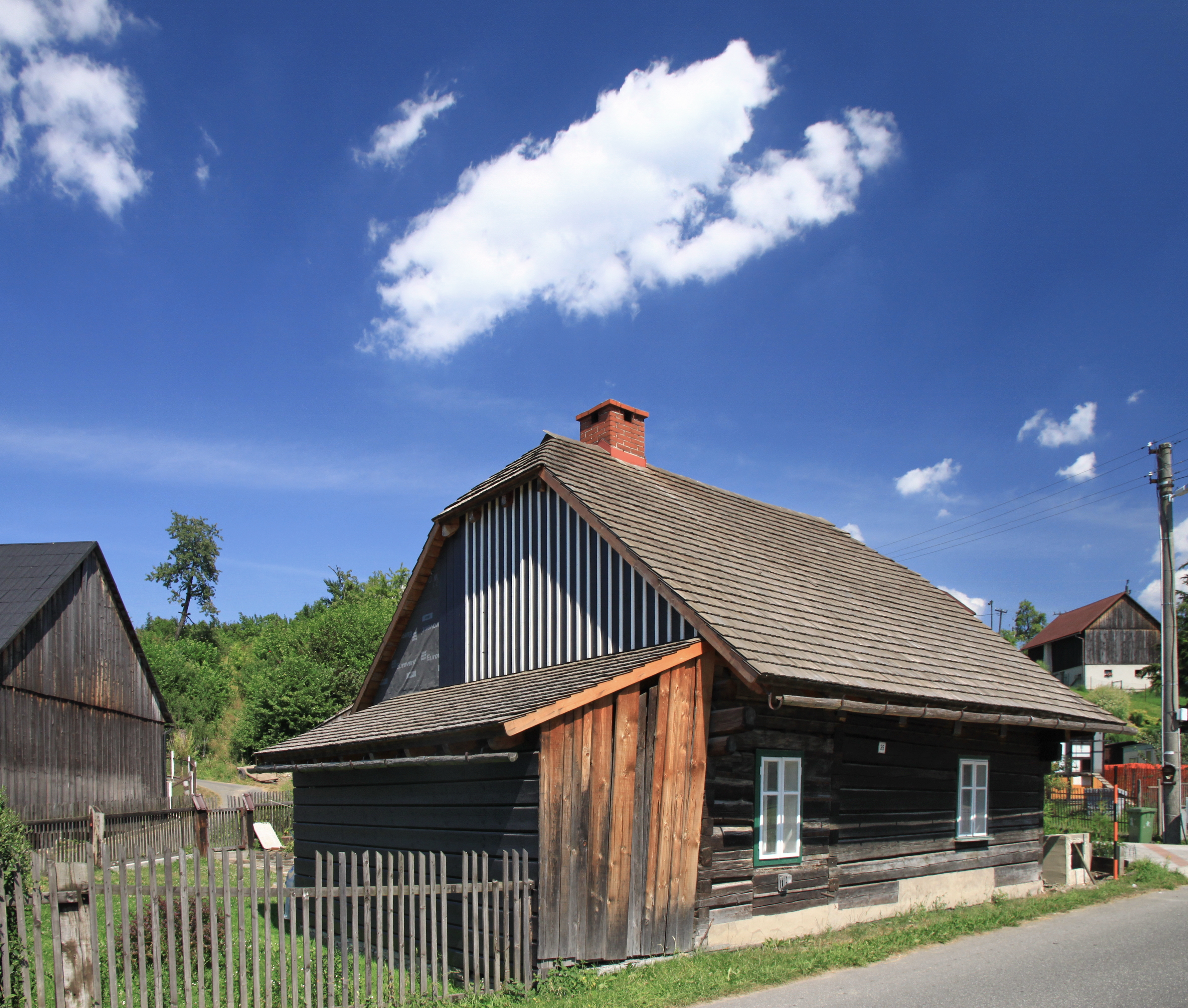
Usedlost čp. 35
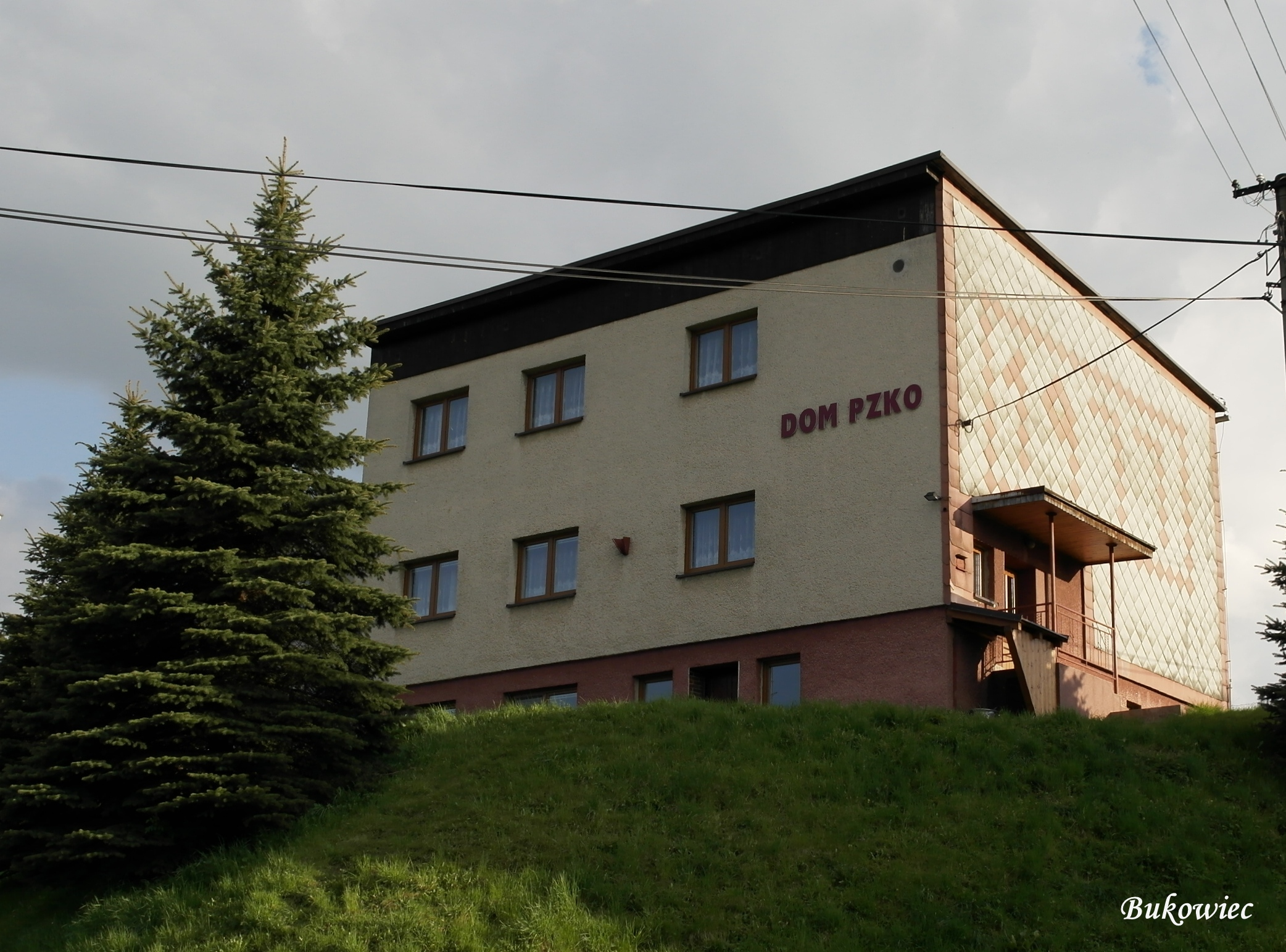
Dům PZKO